# Hartley (mértékegység)
A hartley az információ egyik alapegysége. 

## Definíció
Egy S hírforrás valamely p valószínűséggel (relatív gyakorisággal) kibocsátott h hírének az információtartalma (hírérték, entrópia):
{\displaystyle I(h)=-\lg p} hartley (decimális egység)  
Az információ más alapegységei a bit és a nat.
1 hartley = 1/lg 2 bit (kb. 3,32 bit),
1 hartley = 1/lg e nat  (kb. 2,30 nat).